# Övden
Övden är en sjö i Alvesta kommun i Småland och ingår i Helge ås huvudavrinningsområde. Sjön är 7 meter djup, har en yta på 1,23 kvadratkilometer och befinner sig 172 meter över havet. Vid provfiske har bland annat abborre, braxen, gers och gädda fångats i sjön.

## Delavrinningsområde
Övden ingår i det delavrinningsområde (627674-141943) som SMHI kallar för Utloppet av Övden. Medelhöjden är 180 meter över havet och ytan är 8,77 kvadratkilometer. Det finns inga avrinningsområden uppströms utan avrinningsområdet är högsta punkten. Vattendraget som avvattnar avrinningsområdet har biflödesordning 3, vilket innebär att vattnet flödar genom totalt 3 vattendrag innan det når havet efter 196 kilometer. Avrinningsområdet består mestadels av skog (69 %). Avrinningsområdet har 1,37 kvadratkilometer vattenytor vilket ger det en sjöprocent på 15,6 %.

## Fisk
Vid provfiske har följande fisk fångats i sjön:
- Abborre
- Braxen
- Gärs
- Gädda
- Mört
- Sutare